# Жизњево
Жизњево (пољ. Żyźniewo) је село у Пољској које се налази у војводству Мазовском у повјату Остролецком у општини Трошин.
Од 1975. до 1998. године ово насеље се налазило у Остролецком